# Sagephora
Sagephora is een geslacht van vlinders van de familie echte motten (Tineidae).

## Soorten
- S. exsanguis Philpott, 1918
- S. felix Meyrick, 1914
- S. jocularis Philpott, 1926
- S. phortegella Meyrick, 1888
- S. steropastis Meyrick, 1891
- S. subcarinata Meyrick, 1931